# Forni Avoltri
Forni Avoltri (friülà For Davôtri) és un municipi italià, dins de la província d'Udine. És situat dins la Val Degano, a la Cjargne. L'any 2007 tenia 673 habitants. Limita amb els municipis de Lesachtal (Àustria), Paluzza, Prato Carnico, Rigolato, Santo Stefano di Cadore (BL) i Sappada (BL). Forma part de la Val Degano, al nord de la Càrnia.

## Administració
| Període | Identitat       | Partit        |
| ------- | --------------- | ------------- |
| 2004-   | Manuele Ferrari | Llista cívica |

## Fraccions
- Frassenetto (Frassenêt, loc. Frassenìot)
- Sigilletto (Sighiet)
- Collinetta (Culine piçule, loc. Culino piçulo)
- Collina (Culine, loc. Culino)

## Galeria d'imatges

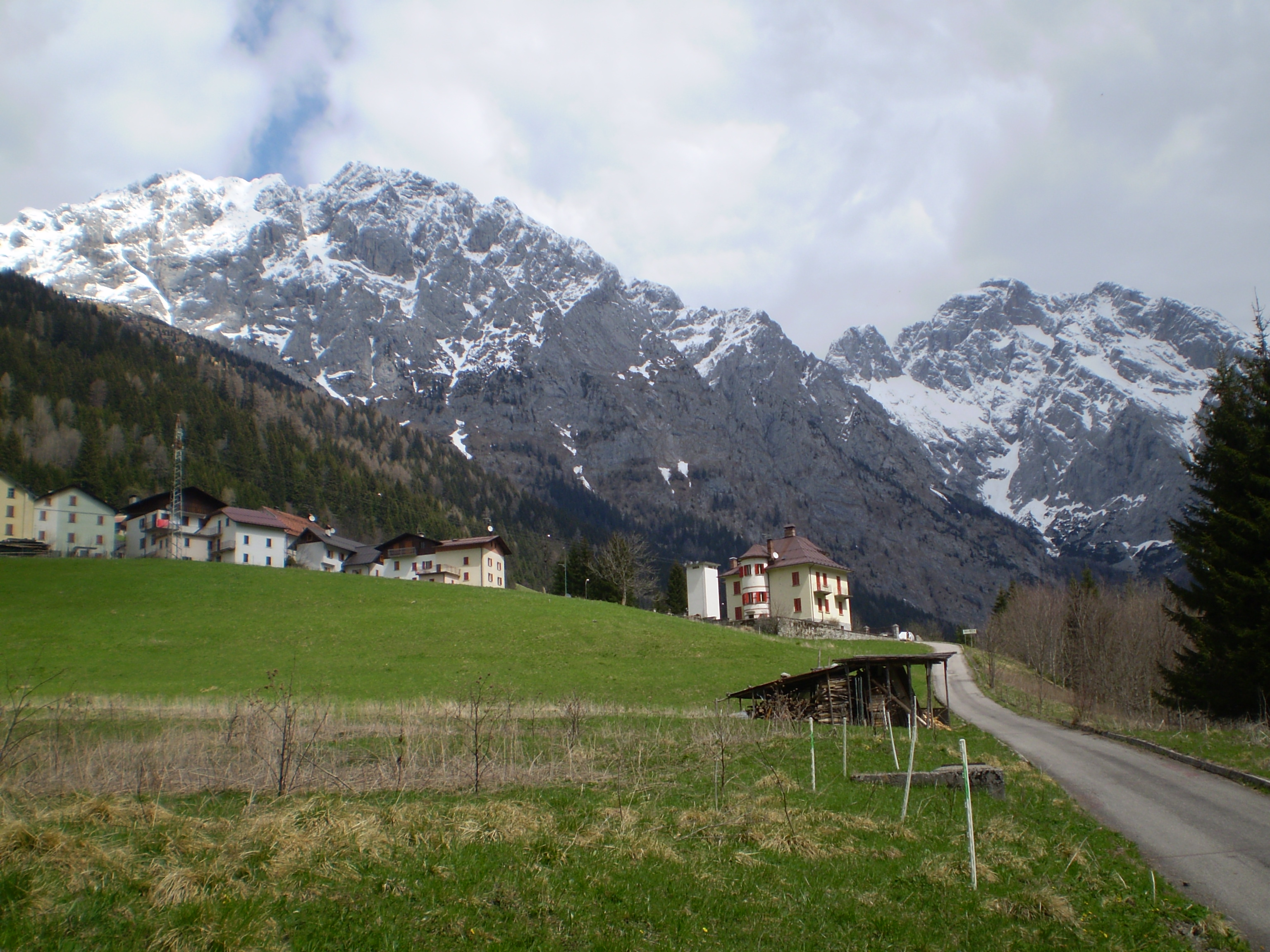
Vista des de Collineta
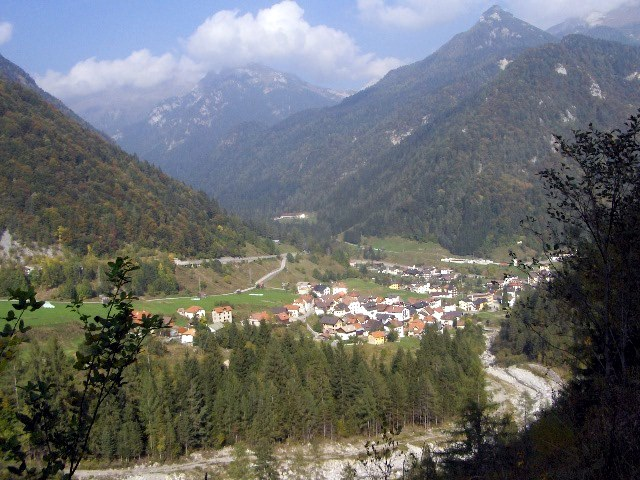
Panorama d'Avoltri
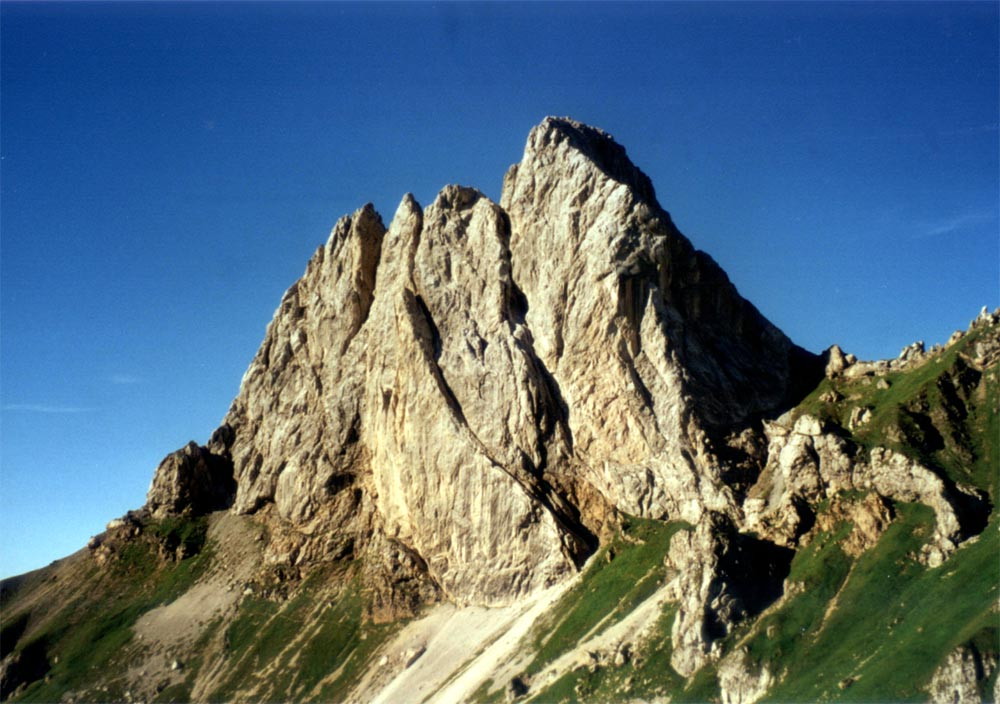
El pic Cjadenis, 2.459 m s.l.m.
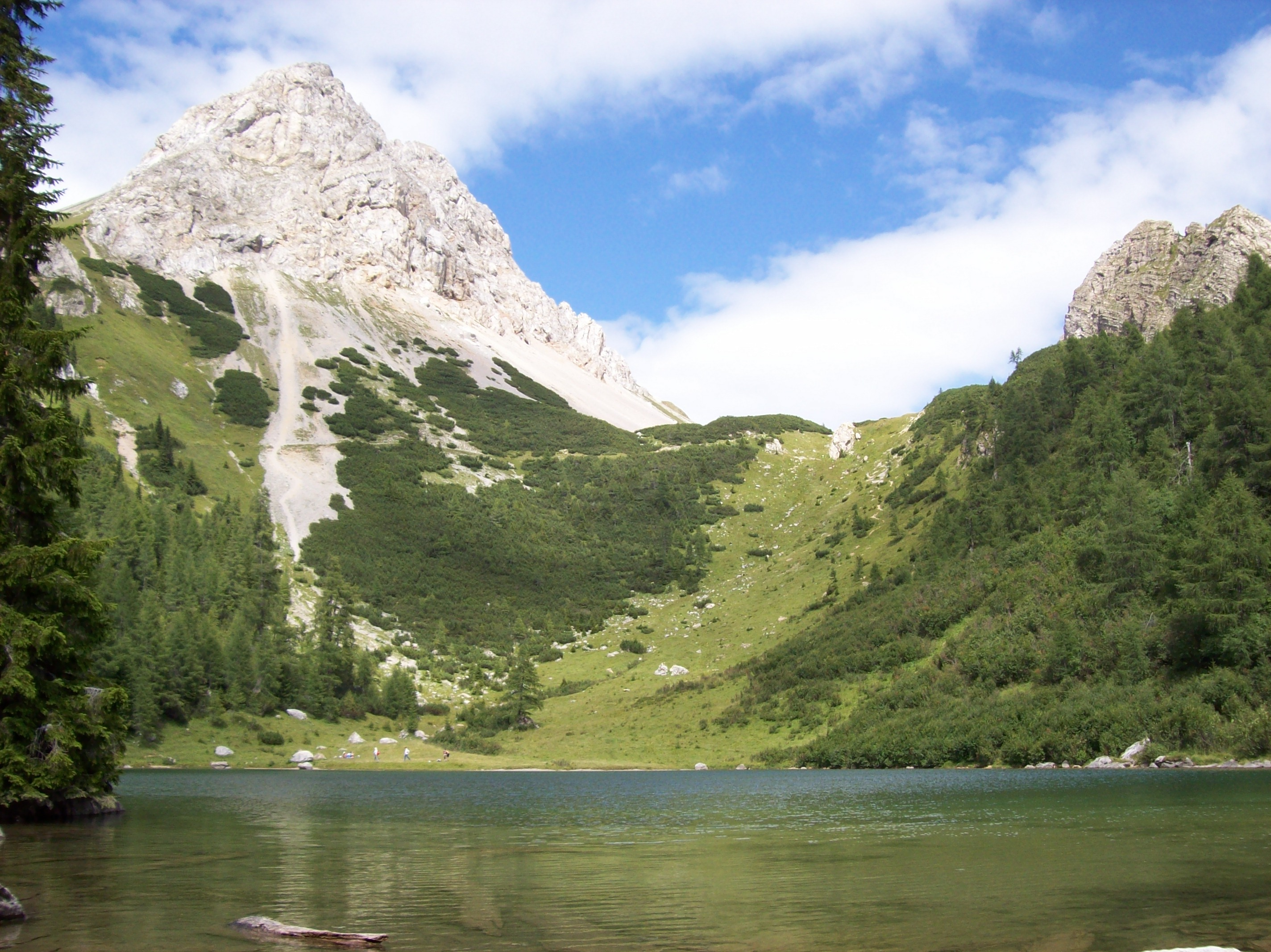
Llac Bordaglia